# Brigitte Fossey
Brigitte Fossey (Tourcoing, 15 giugno 1946) è un'attrice francese. È nota principalmente per essere stata l'interprete di Françoise Beretton nel film Il tempo delle mele e nel suo sequel, Il tempo delle mele 2.

## Biografia
La sua carriera ebbe inizio come attrice bambina all'età di appena 5 anni, quando diede prova di notevole capacità interpretativa in Giochi proibiti (1952) di René Clément, nel ruolo di Paulette, una bambina rifugiata nella Francia occupata durante la seconda guerra mondiale, ossessionata all'idea di costruire un cimitero per piccoli animali e che scopre la crudeltà del mondo degli adulti. Dopo essere apparsa in un'altra pellicola, Destinazione Parigi (1957) con Gene Kelly, abbandonò la recitazione per dedicarsi agli studi. Dopo aver studiato filosofia e aver seguito un corso per traduttori, fu riscoperta dal regista Jean-Gabriel Albicocco, che le affidò il ruolo di Yvonne de Galais nel film I verdi anni della nostra vita (1967), adattamento cinematografico del romanzo Il grande Meaulnes di Alain-Fournier.
Nel ruolo di Yvonne de Galais, la "fanciulla ideale", la Fossey si impose per la sua bellezza romantica, dai capelli biondi e occhi azzurri. Alla ricerca di una maggiore varietà di ruoli, l'attrice studiò recitazione con Andréas Voutsinas, mentore anche di Jane Fonda, Famosa in Francia e in Europa, durante gli anni settanta e ottanta, si presentò nella veste di giovane donna sentimentale ma risoluta in Le notti boccaccesche di un libertino e di una candida prostituta (1971) di Michel Deville, e in seguito prese parte a produzioni prestigiose come L'uomo che amava le donne (1977) di François Truffaut e Quintet (1979) di Robert Altman.
La sua popolarità internazionale toccò il vertice nel 1980, quando interpretò il ruolo di Françoise Beretton, la madre di Sophie Marceau in Il tempo delle mele, cui fece seguito nel 1982 il sequel Il tempo delle mele 2.
Lavorò successivamente in opere di maggior impegno come Imperativo (1982) di Krzysztof Zanussi, nel ruolo di Yvonne, e Nuovo Cinema Paradiso (1988) di Giuseppe Tornatore – dove comparve solo nella versione del regista –, nel ruolo di Elena, la vecchia fidanzata del protagonista Salvatore, da adulta.

## Filmografia parziale

### Cinema
- Giochi proibiti (Jeux interdits), regia di René Clément (1952)
- Destinazione Parigi (The Happy Road), regia di Gene Kelly (1957)
- I verdi anni della nostra vita (Le Grand Meaulnes), regia di Jean-Gabriel Albicocco (1967)
- Due sporche carogne - Tecnica di una rapina (Adieu l'ami), regia di Jean Herman (1968)
- Le notti boccaccesche di un libertino e di una candida prostituta (Raphaël ou le Débauché), regia di Michel Deville (1971)
- M comme Mathieu, regia di Jean-François Adam (1971)
- I santissimi (Les Valseuses), regia di Bertrand Blier (1974)
- L'Ironie du sort, regia di Édouard Molinaro (1974)
- La Brigade, regia di René Gilson (1975)
- La fabbrica degli eroi (Le Bon et les méchants), regia di Claude Lelouch (1976)
- Calmos, regia di Bertrand Blier (1976)
- Les Fleurs du miel, regia di Claude Faraldo (1976)
- Le Pays bleu, regia di Jean Charles Tacchella (1976)
- L'uomo che amava le donne (L'Homme qui aimait les femmes), regia di François Truffaut (1977)
- L'alibi di cristallo (Die gläserne zelle), regia di Hans W. Geissendörfer (1978)
- Quintet, regia di Robert Altman (1979)
- Il tempo delle mele (La Boum), regia di Claude Pinoteau (1980)
- Una brutta storia (Un Mauvais fils), regia di Claude Sautet (1980)
- Il tempo delle mele 2 (La Boum 2) di Claude Pinoteau (1982)
- Imperativo (Imperativ), regia di Krzysztof Zanussi (1982)
- Enigma - Il codice dell'assassino (Enigma), di Jeannot Szwarc (1983)
- Un caso d'incoscienza, regia di Emidio Greco (1984)
- Nuovo Cinema Paradiso, regia di Giuseppe Tornatore (1988) (solo nella versione Director's cut)
- Un minuto a mezzanotte (3615 Code Père Noël), regia di René Manzor (1990)
- Un vampiro in paradiso (Un Vampire au paradis), regia di Abdelkrim Bahloul (1992)

### Televisione
- Le Château des oliviers, regia di Nicolas Gessner - film TV (1993)
- Una bambina di troppo, regia di Damiano Damiani - film TV (1995)
- Une femme à suivre, regia di Patrick Dewolf - film TV (1996)
- Passage interdit, regia di Michaël Perrotta - film TV (2000)
- L'homme en question - film TV (2004)
- Joséphine, ange gardien - serie TV, episodio 17x03 (2016)

## Doppiatrici italiane
- Vittoria Febbi in Due sporche carogne - Tecnica di una rapina; Nuovo Cinema Paradiso
- Angiola Baggi in Il tempo delle mele; Il tempo delle mele 2
- Paola Quattrini in Giochi proibiti